# 学民思潮

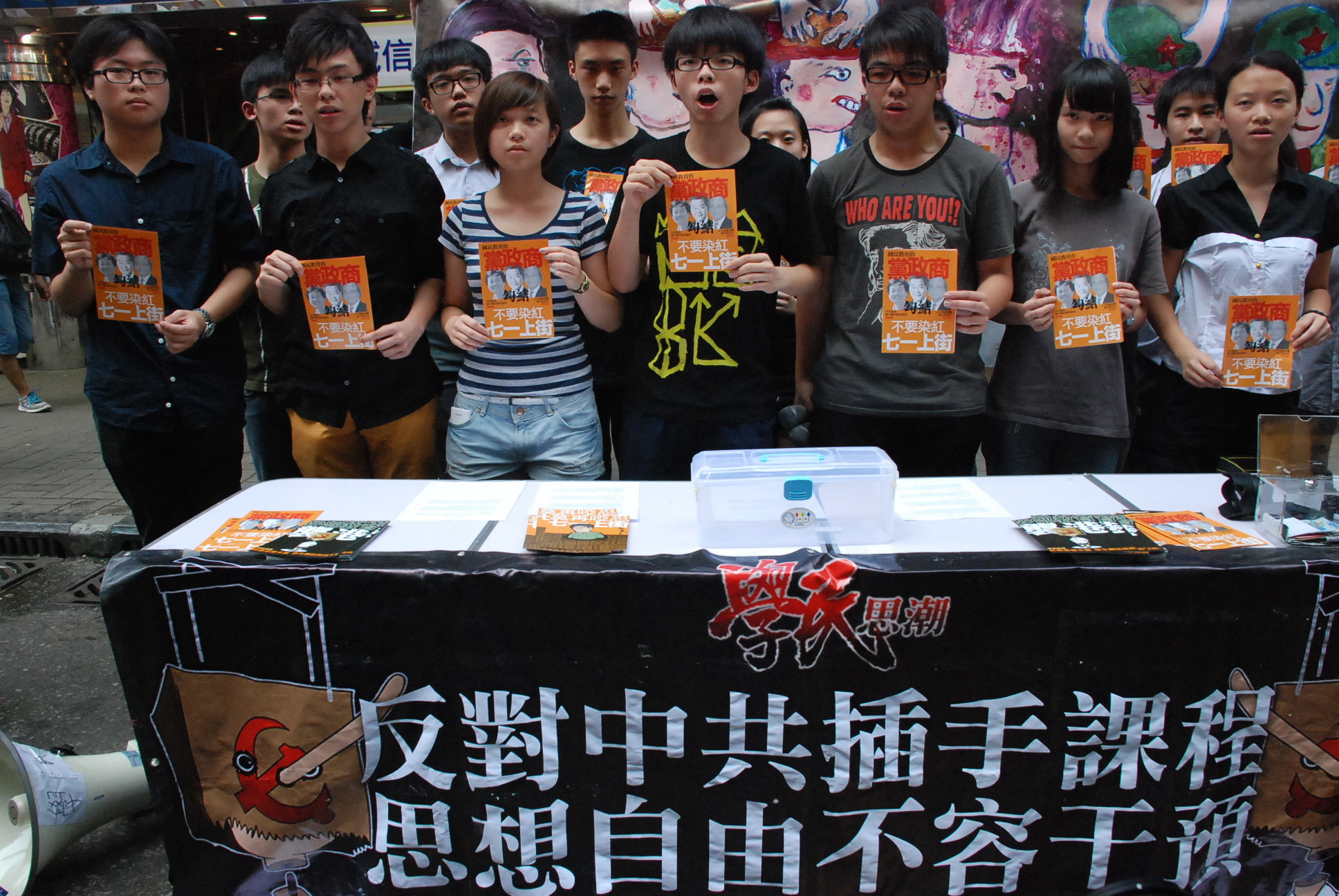
学民思潮、国民教育を反対するデモ

学民思潮（がくみんしちょう、英語：en:Scholarism）は、かつて存在した香港の学生運動組織である。
学民思潮のメンバーは1990年代に生まれた中学生を中心に、香港政府が開設する国民教育の撤回を目的としている。創立者および現任の団長は黄之鋒および林朗彦である。

## 名称の由来
「学民」は学生と公民の略。学生としても公民の義務を履行するべき、積極的にラジカルな社会活動を参加するべき、という意味である。
「思潮」は中国の五四運動、当時の学生は中国の伝統的な思想を捨てて、徳さん（Democracy民主）および賽さん（Science科学）の追求、民主、思想、言論の自由を打ち出した。

## 歴史
- 2011年5月29日 - 「學民思潮 反対徳育及国民教育科聯盟」として成立。
- 2012年3月 - 「改変始於足下」をスローガンにし、デモなどに通して、徳育と国民教育科の実施を3年延期する主張を政府に示した。同時に名前を「学民思潮」に簡略化。
- 2012年7月1日 - 当日から6日間連続に香港教育局局長の吳克儉に抗議し、国民教育を撤回するよう要求している。
- 2012年8月30日 - 「埋単計数，撤回課程，占領政総」をスローガンとし、3人の成員が56時間のハンガー・ストライキを行う。「良心話事，守護孩子 公民教育開学礼大集会」を開く。
- 2016年3月20日 - 活動を停止。主要メンバーは新党を結成する見通し。
- 2021年5月29日 - 2013年に学民思潮が出版した書籍《給穿過黑衣的人》が国家安全法により検閲対象となった。(詳細は中国大陸で禁書とされる香港・台湾の書物)

## 重要なメンバー
- 黄之鋒 - 創設者、召集人
- 林朗彦 - 創設者
- 黄子悦 - スポークスマン
- 周庭 - スポークスマン